# Lliga austríaca de futbol
La lliga austríaca de futbol (actualment coneguda com a Bundesliga austríaca o T-Mobile Bundesliga) és la màxima competició futbolística austríaca.

## Història

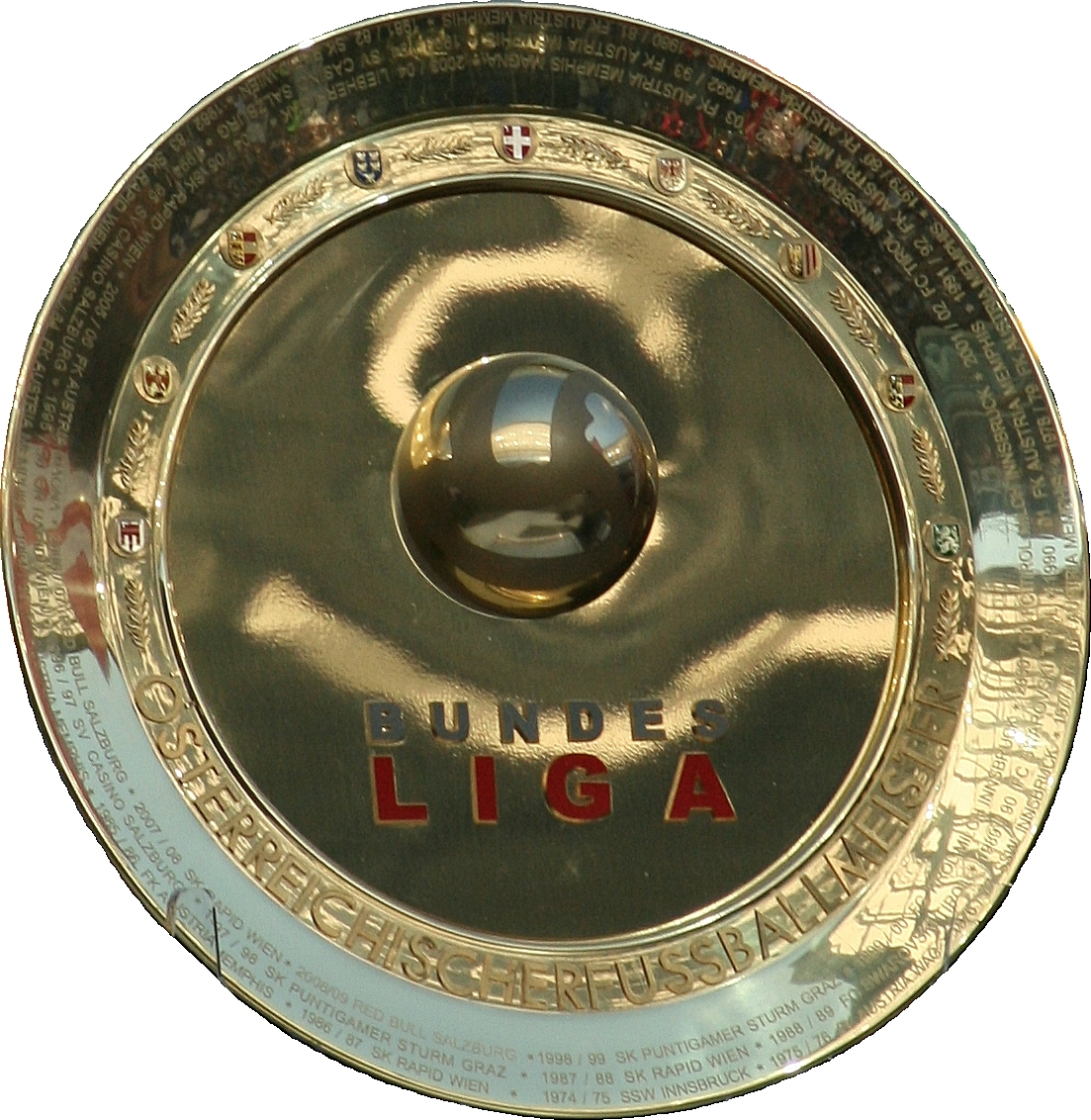
Actual trofeu de campió de lliga

Entre 1911 i 1923 el campionat austríac fou organitzat per l'Associació de Futbol de Niederösterreich (Baixa Àustria) i hi prenien part només clubs de la capital, Viena. A partir de 1923 fou organitzat per la nova associació de Viena (WFV, Wiener Fußball-Verband), la qual organitzà el primer campionat professional de l'Europa continental la temporada 1924-25.
L'any 1938 Àustria fou annexionada a Alemanya (Anschluss) i la competició fou integrada dins l'estructura futbolística alemanya en l'anomenada Gauliga Ostmark. Per primer cop hi prengueren part clubs de fora de Viena. Els campions d'aquesta lliga prenien part posteriorment en els campionats alemanys.
Acabada la Segona Guerra Mundial el campionat austríac esdevingué de nou independent, i la competició fou limitada de nou als club vienesos, fins a la temporada 1948-49 en què clubs de la resta del país foren admesos definitivament. El 1965, el Linzer ASK es convertí en el primer club de fora de la capital en convertir-se en campió nacional.
A l'agost de 2013, l'Àustria de Viena es va classificar per primera vegada a la fase de grups de la UEFA Champions League 2013-14 després de derrotar el Dinamo de Zagreb a la ronda de play-offs. Van ser emparellats amb Porto, Atlético de Madrid i Zenit Sant Petersburg, tots ells guanyadors de trofeus europeus al segle XXI. L'Àustria va acabar última al grup després d'una derrota davant el Porto a casa (0-1), un empat contra el Zenit a Sant Petersburg (0-0), dues derrotes contra l'Atlético i un empat a fora contra el Porto, el que va posar els portuguesos en tercer lloc del grup. Un consol va ser quan l'Àustria va derrotar el Zenit 4-1 a l'Ernst-Happel-Stadion.
La màxima categoria del futbol austríac ha estat anomenada de les següents formes:
- 1912-1924 - Erste Klasse
- 1925-1936 - I. Liga
- 1937-1938 - Nationalliga
- 1939-1944 - Gauliga Ostmark
- 1946-1949 - Erste Klasse
- 1950-1965 - Staatsliga A
- 1966-1974 - Nationalliga A
- 1975-1976 - Bundesliga
- 1977-1993 - 1. Division
- 1994-2013 - 1. Bundesliga

## Temporades per club
Fins la temporada 2024–25 els clubs que han participat a la Bundesliga austríaca (primera categoria), fundada el 1974, han estat (en negreta els participants en 2024-25): 
- 51 temporades: FK Austria Wien, SK Rapid Wien, SK Sturm Graz (2025)
- 46 temporades: FC Red Bull Salzburg (2025)
- 41 temporades: Admira Wacker Mödling (2022)
- 35 temporades: FC Wacker Innsbruck/FC Swarovski Tirol/FC Tirol Innsbruck/FC Wacker Innsbruck (2019)
- 34 temporades: LASK (2025)
- 28 temporades: Grazer AK (2025)
- 23 temporades: SV Ried (2023)
- 18 temporades: VÖEST Linz/VOEST Linz/FC Stahl Linz/FC Linz (1997)
- 15 temporades: Wiener Sport-Club (1994), SV Mattersburg (2020), FC Kärnten/SK Austria Klagenfurt (2025)
- 14 temporades: SC Rheindorf Altach (2025)
- 13 temporades: Wolfsberger AC (2025)
- 12 temporades: First Vienna FC (1992)
- 11 temporades: VSE Sankt Pölten/SKN St. Pölten (2021)
- 9 temporades: SK Vorwärts Steyr (1999)
- 8 temporades: ASKÖ Pasching/SK Austria Kärnten (2010)
- 7 temporades: SC Eisenstadt (1987),  TSV Hartberg (2025)
- 6 temporades: Schwarz-Weiß Bregenz (2005), WSG Tirol (2025)
- 5 temporades: 1. Wiener Neustadter SC (2015), SC Austria Lustenau (2024)
- 4 temporades: DSV Leoben (1992), VfB Mödling (1995), Kapfenberger SV (2012)
- 3 temporades: Kremser SC (1992), SV Grödig (2016)
- 2 temporades: SC Neusiedl am See 1919 (1984), FC Union Wels (1984), Favoritner AC (1985), FC Blau-Weiß Linz (2025)
- 1 temporada: 1. Simmeringer SC (1983), FC St. Veit (1984), SV Spittal (1985), Salzburger AK 1914 (1986)

## Campions
- 1912:  Rapid Viena (1)
- 1913:  Rapid Viena (2)
- 1914:  Wiener AF (WAF) (1)
- 1915:  Wiener AC (WAC) (1)
- 1916:  Rapid Viena (3)
- 1917:  Rapid Viena (4)
- 1918:  Floridsdorfer AC (1)
- 1919:  Rapid Viena (5)
- 1920:  Rapid Viena (6)
- 1921:  Rapid Viena (7)
- 1922:  Wiener Sportclub (1)
- 1923:  Rapid Viena (8)
- 1924:  Amateure (1)
- 1925:  Hakoah Viena (1)
- 1926:  Amateure (2)
- 1927:  Admira Viena (1)
- 1928:  Admira Viena (2)
- 1929:  Rapid Viena (9)
- 1930:  Rapid Viena (10)
- 1931:  First Vienna FC (1)
- 1932:  Admira Viena (3)
- 1933:  First Vienna FC (2)
- 1934:  Admira Viena (4)
- 1935:  Rapid Viena (11)
- 1936:  Admira Viena (5)
- 1937:  Admira Viena (6)
- 1938:  Rapid Viena (12)
- 1939:  Admira Viena (7) 1
- 1940:  Rapid Viena (13) 1
- 1941:  Rapid Viena (14) 1
- 1942:  First Vienna FC (3) 1
- 1943:  First Vienna FC (4) 1
- 1944:  First Vienna FC (5) 1
- 1945: no finalitzada 1 - 2
- 1946:  Rapid Viena (15)
- 1947:  Wacker Viena (1)
- 1948:  Rapid Viena (16)
- 1949:  Austria Viena (3)
- 1950:  Austria Viena (4)
- 1951:  Rapid Viena (17)
- 1952:  Rapid Viena (18)
- 1953:  Austria Viena (5)
- 1954:  Rapid Viena (19)
- 1955:  First Vienna FC (6)
- 1956:  Rapid Viena (20)
- 1957:  Rapid Viena (21)
- 1958:  Wiener Sportclub (2)
- 1959:  Wiener Sportclub (3)
- 1960:  Rapid Viena (22)
- 1961:  Austria Viena (6)
- 1962:  Austria Viena (7)
- 1963:  Austria Viena (8)
- 1964:  Rapid Viena (23)
- 1965:  LASK Linz (1)
- 1966:  Admira Viena (8)
- 1967:  Rapid Viena (24)
- 1968:  Rapid Viena (25)
- 1969:  Austria Viena (9)
- 1970:  Austria Viena (10)
- 1971:  Wacker Innsbruck (1)
- 1972:  Wacker Innsbruck (2)
- 1973:  Wacker Innsbruck (3)
- 1974:  VÖEST Linz (1)
- 1975:  Wacker Innsbruck (4)
- 1976:  Austria Viena (11)
- 1977:  Wacker Innsbruck (5)
- 1978:  Austria Viena (12)
- 1979:  Austria Viena (13)
- 1980:  Austria Viena (14)
- 1981:  Austria Viena (15)
- 1982:  Rapid Viena (26)
- 1983:  Rapid Viena (27)
- 1984:  Austria Viena (16)
- 1985:  Austria Viena (17)
- 1986:  Austria Viena (18)
- 1987:  Rapid Viena (28)
- 1988:  Rapid Viena (29)
- 1989:  FC Swarovski Tirol (1)
- 1990:  FC Swarovski Tirol (2)
- 1991:  Austria Viena (19)
- 1992:  Austria Viena (20)
- 1993:  Austria Viena (21)
- 1994:  SV Casino Salzburg (1)
- 1995:  SV Casino Salzburg (2)
- 1996:  Rapid Viena (30)
- 1997:  SV Casino Salzburg (3)
- 1998:  Sturm Graz (1)
- 1999:  Sturm Graz (2)
- 2000:  FC Tirol Innsbruck (1)
- 2001:  FC Tirol Innsbruck (2)
- 2002:  FC Tirol Innsbruck (3)
- 2003:  Austria Viena (22)
- 2004:  Grazer AK (1)
- 2005:  Rapid Viena (31)
- 2006:  Austria Viena (23)
- 2007:  FC Red Bull Salzburg (4)
- 2008:  Rapid Viena (32)
- 2009:  FC Red Bull Salzburg (5)
- 2010:  FC Red Bull Salzburg (6)
- 2011:  Sturm Graz (3)
- 2012:  FC Red Bull Salzburg (7)
- 2013:  Austria Viena (24)
- 2014:  FC Red Bull Salzburg (8)
- 2015:  FC Red Bull Salzburg (9)
- 2016:  FC Red Bull Salzburg (10)
- 2017:  FC Red Bull Salzburg (11)
- 2018:  FC Red Bull Salzburg (12)
- 2019:  FC Red Bull Salzburg (13)
- 2020:  FC Red Bull Salzburg (14)
- 2021:  FC Red Bull Salzburg (15)
- 2022:  FC Red Bull Salzburg (16)
- 2023:  FC Red Bull Salzburg (17)
- 2024:  Sturm Graz (4)
- 2025:  Sturm Graz (5)